# Imaclava ima
Imaclava ima is een slakkensoort uit de familie van de Drilliidae. De wetenschappelijke naam van de soort is voor het eerst geldig gepubliceerd in 1944 door Bartsch.